# Richt (Kastl)
Richt ist eine in der Oberpfalz gelegene Einöde, die ein Gemeindeteil von Kastl ist.

## Lage
Der Ort befindet sich in der Region Oberpfälzer Jura und liegt in der nach Winkl benannten Gemarkung. Richt ist einer von 39 Ortsteilen des Marktes Kastl. Die Einöde liegt vier Kilometer östlich von Kastl und Ursensollen ist dreieinhalb Kilometer entfernt.

## Verkehr
Die Staatsstraße 2235 verläuft zwei Kilometer südwestlich des Ortes und die Kreisstraße AS 28 etwas mehr als eineinhalb Kilometer südlich davon. Von letzterer zweigt in Reusch eine Gemeindeverbindungsstraße ab, die nach knapp zwei Kilometern Richt erreicht. Vom ÖPNV wird der Ort nicht angefahren, die nächstgelegene Haltestelle befindet sich in Reusch und wird von der Buslinie 445 des VGN bedient.